# A República dos Sonhos
A República dos Sonhos é um romance escrito por Nélida Piñon, publicado em 1984 pela Editora Record.

## Livro
A trama conta a história de Madruga, jovem camponês que deixa a Galícia com rumo ao Rio de Janeiro, embarcando com o amigo Venâncio. Com um emprego humilde numa pensão da Praça Mauá, a vida de Madruga passa por uma trajetória de êxitos e fracassos que põem à prova seus ideais de liberdade e felicidade. Anos depois, a neta Breta, busca juntar os fragmentos e reconstituir a história de sua família, que se mistura com a recente história do país.
Nélida Piñon se inspirou na história de vida de seus pais para a narrativa de "A República dos Sonhos".
"A República dos Sonhos" já foi traduzido para o francês, inglês, espanhol, italiano, galego, e mais recentemente para o chinês.